# Amela Mustafić
Amela Mustafić (Srebrenica, 17. studenoga 1994.) je bosanskohercegovačka pjesnikinja.

## Životopis
Prvi i drugi razred osnovne škole završila u Živinicama, te se preselila u Konjević-Polje gdje je završila osnovnu školu. Školovanje je nastavila u Srebrenici gdje je završila Opću gimnaziju. Nakon toga toga preselila se u Sarajevo gdje je upisala Filozofski fakultet. Studentica je Odsjeka za Književnosti naroda Bosne i Hercegovine i Odsjeka za bosanski, hrvatski i srpski jezik. Poeziju počinje pisati u srednjoj školi.
Njene pjesme su u najvećem broju objavljivane u zajedničkim zbirkama. Osvajala je nagrade za najbolju pjesmu u zajedničkoj zbirci od kojih joj je jedna nagrada donijela štampanje samostalne zbirke poezije. Prvu zbirku Umiranje djetinjstva promovirala je 2017. godine u Beogradu i Sarajevu. 
Od 2015. godine član je izdavačke kuće Kultura Snova Zagreb.

## Nagrade
- Nagrada za najbolju pjesmu mladog autora za zbirku ljubavne poezije Tebi ljubavi za Valentinovo
- Nagrada za najbolju pjesmu na konkursu i u zajedničkoj zbirci Svi smo mi Božja d(j)eca

## Vanjske poveznice
- Buđenja, zajednička zbirka mladih autora BiH, udruženje Metamorfoza, Sarajevo, 2016.
- Tebi pjesmom za Valentinovo,  međunarodna zajednička zbirka poezije, Kultura snova,  Zagreb, 2015.
- Kultura snova: Amela Mustafić